# Алексис, Гильом
Гильо́м Алекси́с (фр. Guillaume Alexis) — французский поэт конца XV — начала XVI веков, монах-бенедиктинец.
Алексис был учёным бенедиктинцем в аббатстве Лир (диоцеза Эврё), затем приором Бюсси (графство Перш). В 1486 году совершил паломничество в Иерусалим.
В его поэме «Блазон о ложной любви» (Le Grant Blason des faulces amours) дворянину встречается монах, и на протяжении почти 1500 стихов они обмениваются традиционными доводами во славу или в поношение женщин. В поэме не менее 126 строф, однако благодаря их дробной форме впечатления тяжеловесности практически не возникает. На рубеже XVI века эта поэма вызвала целый ряд подражаний, дополнений, опровержений; современники воспринимали её как важный этап в развитии подобной поэзии.
Другая известная поэма — «Азбука подобий», в которой каждый раздел начинается с очередной буквы алфавита, от А до Z.
«Препровождение времени всякого человека» — адаптация известного латинского сочинения De contemptu mundi, приписываемого Иннокентию III.
«Спор мужчины и женщины» — серии из 40 терцетов, поочередно вложенных в уста мужчины и женщины; мужские сопровождаются рефреном Bien eureux est qui rien n’y a («Блажен тот, кто не имеет с ними дела»); а женские — рефреном Mal eureux est qui rien n’y a… («Жалок тот, кто не имеет с ними дела»).